# Dave Seaman
Dave Seaman (29 april 1968) is een Britse dj en producer die voornamelijke progressieve house draait en produceert. Hij draait al sinds het begin van de scene en schreef van 1988 tot 1991 voor het blad Mixmag. Dave Seamans werk wordt onder andere uitgebracht op de gerenommeerde platenlabels Renaissance Records, Global Underground en zijn eigen label Audio Therapy.

## Brothers in Rhythm
Dave Seaman vormde in de jaren negentig samen met producer Steve Andersson het duo Brothers in Rhythm. Daarmee maakten ze een handvol singles waarvan de bekendste Such a good feeling (1991) is. Dit nummer behaalde de eerste positie in de Amerikaanse dancehitlijst. Door die single ontvingen ze een grote hoeveelheid opdrachten voor remixen door onder andere de Pet Shop Boys, Chic, Janet Jackson en David Bowie. Het succesvolst was hun remix van Temptation van Heaven 17, die het nummer uit 1983 in 1992 opnieuw tot een hit maakte. Het duo produceerde in de jaren eveneens voor andere artiesten. Zo zaten ze achter de hits Go West (1993) van de Pet Shop Boys en Sure (1994) van Take That. Bij Take That waren ze sterk betrokken bij de productie van het album Nobody Else. Ook werkten ze voor Kylie Minogue. Ze maakten enkele nummers voor de albums Kylie Minogue (1994) en Impossible Princess (1997).

## Discografie

### Compilatie-albums
- 1991: Mixmag, Vol. 1 with Carl Cox (DMC)
- 1993: DJ Culture, Vol. 1 with Sasha and John Digweed (Stress Records)
- 1995: DJ Culture, Vol. 2 with Nick Warren (Stress Records)
- 1995: Mixmag, Vol. 10 with Masters at Work (DMC)
- 1995: DJs at Work, Vol. 1 (Pimp Music)
- 1996: Renaissance Vol. 4 (Six 6)
- 1997: Renaissance Worldwide: London with Robert Miles (Renaissance)
- 1998: Renaissance Worldwide: Singapore with David Morales and BT (Renaissance Records)
- 1999: Global Underground: Buenos Aires (Boxed)
- 1999: Back to Mine (DMC)
- 1999: Renaissance Worldwide: America (Renaissance Records)
- 2000: Renaissance: Awakening (Renaissance)
- 2000: Global Underground: Cape Town (Boxed)
- 2001: Renaissance: Desire (Renaissance)
- 2002: Global Underground: Melbourne (Global Underground)
- 2004: Therapy Sessions with Phil K (Renaissance)
- 2005: Therapy Sessions, Vol. 2 with Luke Chable (Renaissance Records)
- 2005: This is Audiotherapy (Audio Therapy)
- 2006: Renaissance: The Masters Series, Part 7 (Renaissance Records)
- 2007: Therapy Sessions, Vol.3 with Lexicon Avenue (Audio Therapy)
- 2007: Therapy Sessions, Vol.4 (Audio Therapy)
- 2008: Renaissance: The Masters Series, Part 10 (Renaissance Records)